# Paratendipes reidi
Paratendipes reidi är en tvåvingeart som beskrevs av Freemann 1957. Paratendipes reidi ingår i släktet Paratendipes och familjen fjädermyggor.
Artens utbredningsområde är Zimbabwe. Inga underarter finns listade i Catalogue of Life.